# Emporagrius
Emporagrius var en av Sveriges äldre prästsläkter, känd sedan 1500-talet. Namnet sägs härröra från det i Torsåkers socken belägna Ovanåker i Gästrikland översatt till grekiska. Till denna släkt hör bland andra biskopen i Strängnäs Erik Gabrielsson Emporagrius (1606-1674), vars son adlades Lillieflycht. Släktens äldste med säkerhet kände stamfader var kyrkoherde och riksdagsman Ericus Svenonius Emporagrius som uppges född under 1530-talet. Släkten antas ha utslocknat på svärdssidan under 1800-talets första hälft.

## Kända släktmedlemmar
- Ericus Svenonius Emporagrius (död 1612), kyrkoherde i Torsåkers socken, Gästrikland och riksdagsman
- Gabriel Erici Emporagrius (1565 –1632), Hertig Karls krigspräst och kyrkoherde i Fittja pastorat
- Nicolaus Erici Emporagrius (1567–1642), kontraktsprost i Långtora pastorat och riksdagsman
- Nils Nilsson Emporagrius (1607–1681), stadskassör och rådman i Stockholm
- Erik Gabrielsson Emporagrius (1606–1674), professor, hovpredikant och biskop i Strängnäs
- Gabriel Emporagrius (Lillieflycht) (1639–1690), professor och ämbetsman
- Israel Nicolai Emporagrius (död 1657), kyrkoherde i Sigtuna